# Henrik Rydström
Henrik Rydström (Karlskrona, 16 februari 1976) was een  Zweeds voetballer die sinds 1993 uitkwam voor Kalmar FF. Rydström is tevens afgestudeerd in literatuurwetenschap. Na zijn carrière ging Rydström aan de slag als trainer.

## Carrière als speler
Rydström was jarenlang aanvoerder van de club uit Småland. In het begin van zijn carrière zwierf hij door het elftal, maar sinds 1996 was hij bij Kalmar FF onomstreden als verdedigende middenvelder. Rydström speelde in totaal meer dan 750 wedstrijden voor Kalmar FF. Daarmee is hij de speler met de meeste wedstrijden achter zijn naam voor de club. Rydström was lange tijd ook de speler met de meeste Allsvenskan-duels voor de roodwitten (314), maar dat record werd op 14 juli 2024 verbroken door Romário Pereira Sipião.
De middenvelder kondigde aan het eind van het seizoen 2013 aan een punt achter zijn carrière te zetten. Op zondag 3 november droeg hij, tijdens de thuiswedstrijd tegen Mjällby AIF (2-1), voor het laatst het shirt van Kalmar FF. Vanwege de betekenis die Rydström voor Kalmar FF had, besloot de club uit respect het shirt met rugnummer 8 - het vaste tricot van Rydström - niet meer te gebruiken. Het was de tweede keer in de geschiedenis van de club dat Kalmar FF dit besluit nam. Eerder kreeg clubicoon Johny Erlandsson een soortgelijk eerbetoon.

## Trainerscarrière
Rydström ging na zijn carrière aan de slag als trainer in de jeugd van Kalmar FF. In 2018 werd hij benoemd tot interim-trainer van het eerste elftal van de club, omdat hoofdtrainer Nanne Bergstrand door ziekte uit de roulatie was. Rydström maakte het seizoen af, maar de resultaten vielen tegen. Kalmar besloot daarop het contract van Rydström niet te verlengen.
Op 10 december 2018 werd bekend dat Rydström aan de slag ging bij IK Sirius FK. Samen met Mirza Jelecak bekleedde hij in zijn eerste seizoen de functie van hoofdtrainer. Saillant detail is dat Sirius in het seizoen 2019 begint met een uitwedstrijd tegen Kalmar FF, de vorige club van Rydström. In zijn tweede jaar bij Sirius was Rydström alleen eindverantwoordelijk.
Na twee jaar vertrok Rydström bij IK Sirius FK. Hij keerde terug naar Kalmar FF, om opnieuw als hoofdtrainer aan de slag te gaan als opvolger van Nanne Bergstrand. In zijn eerste seizoen werd Rydström uitgeroepen tot Zweeds trainer van het jaar, nadat hij Kalmar na een aantal tegenvallende jaren naar de zesde plek leidde.
Een jaar later eindigde de oefenmeester op de vierde plek met de ploeg. Per 1 december 2022 is Rydström trainer van Malmö FF. In zijn eerste seizoen leidde Rydström Malmö naar de Zweedse titel, door op de slotdag met 1-0 te winnen van IF Elfsborg.

## Erelijst

### Als speler

#### Kalmar FF
- Allsvenskan: 2008
- Svenska Cupen: 2007
- Svenska Supercupen: 2009

### Als trainer

#### Malmö FF
- Allsvenskan: 2023, 2024
- Svenska Cupen: 2023-24